# Mehdi Nafti
Mehdi Nafti (Tolosa, 28 de novembre de 1978) és un exfutbolista professional i actual entrenador de futbol franco-tunisià, que ocupava la posició de defensa.

## Trajectòria
Comença a despuntar al club de la seua ciutat natal, el Toulouse FC. L'any 2000 fitxa pel Racing de Santander. Eixe any és suplent, però a partir de la temporada 01/02 esdevé titular amb l'equip càntabre, tant a Primera com a Segona Divisió.
Al mercat d'hivern de la temporada 04/05 marxa cedit al Birmingham City FC, que fa bona l'opció de compra. El defensa hi roman quatre campanyes a l'equip anglès. Una lesió li va afectar els seus primers mesos, però ja recuperat, es va fer titular.
La temporada 09/10 marxa a l'Aris FC grec.

## Selecció
Nafti ha estat internacional amb la selecció tunisiana en 41 ocasions, tot marcant un gol. Ha participat en el Mundial del 2006, a la Copa d'Àfrica del 2008 i a la Copa Confederacions del 2005.